# Barbro Fleming
Barbro Fleming af Liebelitz, född 20 maj 1624 i Värmdö församling, död 1693, var en svensk friherrinna och hovfunktionär.

## Biografi
Barbro Fleming af Liebelitz föddes 1624 på Norrnäs i Värmdö socken. Hon var dotter till riksrådet Clas Larsson Fleming och Anna Göransdotter Snakenborg. Fleming var kammarjungfru hos drottning Kristina och blev sedan hovmästarinna hos drottningen. Hon avled 1693.
Hon själv och samtliga av hennes syskon upphöjdes i friherrligt stånd 1651, och fick Lieblitz som friherreskap under namnet Fleming af Liebelitz.
Hon blev hovmästarinna hos drottning Kristina. Denna tjänst, som annars brukade tillfalla endast en person, var under Kristinas regeringstid normalt delad på flera personer.

### Familj
Hon gifte sig 24 mars 1650 i Stockholms slott med presidenten Erik Sparre (1618–1673).